# Paratanus rotundiceps
Paratanus rotundiceps är en insektsart som beskrevs av Rauno E. Linnavuori 1959. Paratanus rotundiceps ingår i släktet Paratanus och familjen dvärgstritar. Inga underarter finns listade i Catalogue of Life.